# Charles Addams
Charles «Chas» Samuel Addams (Westfield, Nueva Jersey, 7 de enero de 1912-Nueva York, 29 de septiembre de 1988) fue un caricaturista estadounidense.

## Biografía
Trabajó poco tiempo como dibujante publicitario antes de comercializar su primera historieta a The New Yorker en 1933. Se volvió famoso por sus caricaturas de humor negro que representaban el mórbido comportamiento de unos personajes de apariencia siniestra, especialmente una familia de espíritus cuyas actividades parodian a las de una familia normal. Estos personajes sirvieron más tarde para crear The Addams Family, una serie de televisión de los años sesenta que después se llevó al cine en cuatro ocasiones.